# 新疆再教育營
新疆再教育营（維吾爾語：قايتا تەربىيەلەش لاگېرى‎）是中华人民共和国新疆维吾尔自治区境内設置的多個特殊機構，于2014年起开始推行，在中国共产党总书记習近平不斷强化治疆政策的路線下，营地規模逐渐擴大，于2017年建设达到高潮。
在中国大陆外，有媒體和组织指控中国政府利用再教育营的名目，大规模且非正當的扣押数以百万计的本国维吾尔族穆斯林，以及少量的基督徒和外国公民（尤其哈萨克斯坦公民）。再教育营内部条件恶劣，部分被关人员时常经历被“虐待”、“洗脑”、强迫劳动等，甚至死亡。还有媒體报道再教育營中存在語言及文化清洗、強制分離孩童父母和强制绝育等行爲，亦有学者、媒體、國際組織及政客将新疆再教育营与文化大革命比较，称其为“维吾尔族种族灭绝”。由聯合國人權事務高級專員辦事處赴中國調查新疆人權問題的《聯合國新疆人權報告》亦指出中國官方可能已犯下危害人類罪，聯合國秘書長古特雷斯要求中國立即釋放被關押的維吾爾族人。
而中華人民共和国政府否认新疆存有上述种族灭绝、强制绝育、強制分離孩童父母、政治灌输和恐吓酷刑等指控，宣稱这些机构是“职业技能教育培训中心”，属于学校性质，是在新疆采取的预防性反恐及去极端化举措。其學員主要是收留受極端思想影響但尚不构成犯罪的人员進行全時間教授，其中包括：参与犯罪活动但並未造成实际危害后果的人、自愿接受培训的人、释放前经评估仍具有社会危险性的中國穆斯林偏差人员。並於新疆再教育營中學習國家通用語言文字、法律知識、职业技能以及去极端化，以便重歸正常社會生活。
2019年12月，中國大陸媒體報導新疆在結束培訓後，新疆治安與就業問題獲得改善，官方稱其为反恐怖主義的重要階段性勝利。但其涉及的人數規模等细节仍眾說紛紜，并有报道部分营地仍在運作，近年來爭議已上升到國際層面。

## 名称
中国共产党和中华人民共和国政府稱這些機構為职业技能教育培训中心（維吾爾語：كەسپىي ماھارەت مائارىپ ۋە تەربىيىلەش مەركىزى‎；英語：Vocational Education and Training Centers），簡称教培中心。
新疆民间称其为“转化所”、“学习班”，中国大陆媒体有时也称其为“去极端化培训班”或“教育转化培训中心”。
中国大陆以外的媒體和组织常將之指稱為“集中營”（concentration camps）或“拘留营”（internment camps）。

## 興建历史

### 初期建设
宗教极端思想对新疆渗透由来已久，新疆再教育营的设立是为了遏制了新疆恐怖活动 。新疆自2008年以来发生多起暴力袭击事件（官方均定义为“恐怖活动”）：2014年3月1日，云南發生昆明火車站暴力恐怖襲擊事件，中国官方称该事件是由新疆维吾尔族分裂势力组织策划的，但也有争议。同年4月27日至30日，中共中央总书记习近平前往新疆考察，在習近平视察新疆最後一天，發生了乌鲁木齐火车南站暴力恐怖袭击案件；5月22日，發生乌鲁木齐公园北街早市暴力恐怖袭击案；7月28日，再度發生莎车县暴恐袭击案。
2014年，在习近平指示下，当局开始在新疆发起「反恐人民战争」，随后中国公安部开展为期一年的「专项行动」。同年5月底，習近平在第二次中央新疆工作座谈会上提出新疆是反恐的前沿战场，改變治理新疆的政策。此後新疆维吾尔自治区党委和政府提出推进“伊斯兰教中国化”和“宗教中国化”，开始限制各种宗教关系。2014年7月，中共新疆党委统战部、组织部下发文件明确要求共产党员、共青团员、国家公职人员不信教、不封斋等；也禁止党员干部、国家工作人员参与封斋、进清真寺做礼拜等穆斯林宗教活动等，因中共及其附属组织均信奉无神论。2014年到2016年底期间培訓體制尙不存在，但外部受到全球恐攻案激增、恐怖主義互相激化的影響，各地方黨委和政府被要求加強思想工作，故各種防範任務漸漸成為了所謂的培訓課程的前身，与此同时也漸漸採取集中培训重点或者敏感人士的模式，仍然十分局限于某些宗教份子和重点人员，並從邊緣縣市兴起“教育转化培训”開始，不断在全疆各地新建小型的培训基地，部份人員因此至畢業前都將被长期拘留，据一些报導指出因為增加隔離培訓，各地主持祷告仪式的阿訇和其他类型的宗教人士存在缺少的情形。有些地方政府还专门报導培训状况，并公开宣布成功率。
2016年7月29日，在新疆维吾尔自治区第十二届人民代表大会常务委员会第二十三次会议上，《新疆维吾尔自治区实施〈中华人民共和国反恐怖主义法〉办法》通过实施。《办法》第7章“教育管理”涉及了培训中心的相关规定，為後來陸續設立培训中心埋下伏筆。
欧洲文化与神学学院（European School of Culture and Theology）讲师阿德里安·曾兹（Adrian Zenz）接受德國之聲採訪時談到乌鲁木齐市一家党校学术研究报告称，对近600人进入“再教育”前后进行对比，很多人接受“再教育”后表示已经意识到自己违反了法律，如果看到周围的熟人这样做就会批评他们或者上报。但是逐渐地各地地方政府不再透明，开始減少或回避此类分析报告和案例，后来新疆各级党委和政府裡尋求建立專門的營區，对要新建或扩建的再教育营的工程项目开始進入大規模公開招标。

### 规模扩建

2016年陈全国调任新疆自治区党委书记，不久後受同時期恐怖組織威脅的影響，涉及到新疆再教育项目的工程采购招标数量自2017年3月份後開始激增

2016年8月，原西藏自治区党委书记陈全国调任新疆自治区党委书记後，終於具體的把“再教育营”納入新疆政策。这期间培训制度刚刚设立，起初政策還未有太大動靜，後來新疆被恐怖組織伊斯蘭國點名為聖戰對象，承包案隨即規模化的迅速扩大，有研究稱认为那時起，新疆当局就利用這個機會以反恐的名義，大量修建或扩建再教育基地，投入几十万甚至百万人到“再教育营”裡进行封闭式教育改造。與此同時陳全國進行一系列維穩行動。新疆當局引进最新科技、打造全面覆盖的网络监控系统，扩大强化安防监控。新疆当局先后增加招募3万多名警察，设立遍布新疆全境的7,300个安全检查站。新疆各县市当地政府在大街小巷设立了成千上万个「便民警务站」，中国媒体报道称乌鲁木齐市就要建设949个「便民警务站」，中国消防网报道仅在和田地区就有配备6,780位警察或协警的1,130个“便民警务站”，新疆当局在2016-2017年间为这些警务站招聘了9万名协警，2017年新疆被拘捕人数猛增，2017年遭刑拘人超2016年的7倍，虽然新疆人口只占全国总人口的1.5%，但2017年在新疆遭刑拘的人数占全国总刑拘人数的21%。
此外，公安机关审查居民出国的权力大增，出国旅行受限，新疆政府从2016年10月开始收回居民护照集中保管。海外留学生被召回新疆，埃及当局甚至在2017年7月对滞留未归的学生进行搜捕。有媒體指出有人仅因留学或出国而被关入“再教育营”或被判刑，有媒体称有维吾尔人的护照被没收，阻止他们到海外旅行；在穆斯林国家学习的人被要求回国，回国后受到讯问或拘留；持有哈萨克斯坦签证的中国公民回国后也被拘留和盘查。境内其他地区的人如果要去新疆首府乌鲁木齐都必须向公安局申请并可能被拒绝。 陳全國還开展了一系列意识形态运动。2017年，中共对新疆的共产党员展开了逾1.2万起调查。其中莎車縣委書記王勇智因做出释放7,000多名“再教育營”人員以及一系列与政府行为不一致的行為，被以「严重违背党中央治疆方略」等罪名双开。
2019年3月18日，中国国务院新闻办公室发表的《新疆的反恐、去极端化鬥争与人权保障》白皮书認為，新疆地区深受民族分裂势力、宗教极端势力、暴力恐怖势力的叠加影响，恐怖袭击事件频繁发生，強調政府實施的穩定舉措有利於全球反恐工作。

### “结业”
2019年7月30日，新疆自治区党委副书记、新疆自治区政府主席雪克来提·扎克尔在北京的記者會上表示，90%以上的“职业技能教育培训中心”的學員結業後可以回歸社會並實現就業。此后数月内，中国官方发布了一系列白皮书以及纪录片：
- 8月16日，中国政府发表《新疆的职业技能教育培训工作》白皮书，称這五年的新疆教育培訓工作“有效遏制了恐怖活动多发频发势头，最大限度保障了各族人民的生命权、健康权、发展权等基本权利，取得了反恐、去极端化斗争重要阶段性胜利”[140]。
- 9月17日，国务院新闻办发布《新疆的劳动就业保障》白皮书，這些包含一般的求職協助，但其中也提及「就業技能培訓」的相關內容。而根據所發表的統計，由2014年至2019年，年均有接近130萬人次的城鄉勞動者參與了該項計劃，其中來自南疆地區的參與數字就有45萬左右[141][142]。
- 12月初，中国环球电视网纪录片《中国新疆，反恐前沿》指出，据不完全统计，1990年至2016年底，新疆发生数十起暴力袭击事件，数百名公安干警殉职；而职业技能教育培训工作启动后，2017年至今未发生一起袭击事件，说明其“效果显著”[143][144]。

2019年12月9日，雪克来提·扎克尔在中国国务院新闻办举办的记者会上表示，目前参加“三学一去”（学习国家通用语言文字、法律知识、职业技能和去极端化）的教培学员已全部结业。而培訓課程仍會提供，下一步将本着尊重意愿、自主选择、分类培训、来去自由的原则，对有意愿、有需求的村干部、农村党员、农牧民、初高中未就业毕业生等进行日常性、常态化、开放式的教育培训；重点培训国家通用语言文字、法律知识、职业技能等。

### 后续
2019年11月16日，《纽约时报》公布了所获得的403页的中国政府内部文件，并称是数十年来从中国共产党内部泄露出来的最大一批文件，该文件显示在2014年的内部讲话中，党总书记习近平要求全面开展“反恐怖、反渗透、反分裂”的斗争，使用“专政机关”、“毫不留情”。另有消息称在过去三年中，有100万名维吾尔族、哈萨克族和其他少数民族的人被关进了拘禁营和监狱。
2019年11月23日，国际调查记者同盟与全球17个合作媒体公布了24页的《中国电文》，是外泄的2017年以来中国政府的机密文件，详细介绍了新疆再教育营的运作手册。2020年2月17日，《墨玉名单》在中国大陆以外的媒体曝光，一份137页的文件描述了再教育营部分关押人员及家庭的详细情况。
2020年9月，有媒體報導称“再教育營”仍在低調的運作，并認為可能還保留有部分营地，而部分畢業學員的情況未明。2020年9月，澳大利亚战略政策研究所利用卫星成像技术发现，中国新疆地区存在的约380余个可疑拘留设施中，澳洲的研究人员觀察到，雖然確實有如官方所述，多數初級培訓學校已被廢止或移交的跡象，但並懷疑約60个高級別教育中心从2019年7月起已小規模扩建、之中14个保安程度較高的在結業後还在運作，指出有些人已被判刑，故不能簡單視為「學員」，這些設施可能是改建給司法機構。
2021年11月份，一名疑似已經離開中國大陸的網友在YouTube上提供了他在往年拍攝的營區廣受各國關注爆火，德國之聲報導，今年中方開始允許外國媒體採訪，首先前往的美聯社表示氣氛明顯較疫情前緩和，並拍攝到許多設施已經結業移交，而該場所正好也出現在當時該網友的畫面中，研究人員比對表示在安保降低的同時，另一些設施門牌卻開始變成看守所，可能是提供具有法源的正式關押，並指出他所去的都是新疆較大的幾處教育中心，但是認為不算是看到全貌。
2022年5月24日，在联合国人权事务高级专员米歇尔·巴切莱特到訪中國之日，包括BBC在内的14家媒体披露了一批被称为“新疆公安文件”的档案，该文件据称是由黑客入侵中國警察的電腦系統後获得并轉交給德國學者鄭國恩。这些文件来自喀什地区的疏附县公安局和伊犁地区的特克斯县公安局的电脑，其中有2000年到2018年期间的数千个电脑文件、2万多个被逮捕的维吾尔人的姓名，452个登记册、指示、简报和警察工作报告。此外這些文件還提到陳全國2017年一次內部講話時下令守衛開槍射殺試圖逃跑的所有人，並要求新疆官員嚴加控制宗教信仰者。2018年疏附縣當地职业培训中心有一個“上课时杜绝扰乱和逃跑的指示”，提到如果学生不听指挥的话，武警可以鸣枪示警。如果学生试图逃跑或夺取武警们的武器的话，他们就会被杀死。中華人民共和國公安部部長趙克志則在2018年一場內部講話中提到是習近平總書記直接下令擴大拘留設施的容量。据称，BBC在内的多家媒体已经对其进行了长达数月的调查和鉴定，以验证其真实性。此外，美联社於5月16日公布了一份其自称经过其核实的名单，其中包含中国新疆南部疏附县监狱的1万多名维吾尔人姓名，罪名主要是恐怖主义、宗教极端主义，或中国政府经常用来定罪异议分子的“寻衅滋事”，而非谋杀窃盗等刑事罪。刑期介于2年至25年，平均为9年，大都在2017年被逮捕，多数人仍在狱中。有媒体表示，该县的人口大约为26.7万人，这意味著25人中就有1人入狱，是已知的全球最高监禁率。德國外交部長安娜琳娜·貝伯克於5月24日與中國國務委員兼外長王毅視訊通話時呼籲中方澄清新疆人權的真相。中國外交部表示這批外流文件是抹黑新疆的反中勢力拼湊出的材料，並指控媒體在散播謊話、謠言。中国驻美国大使馆的書面回覆未正面回應檔案內的具體細節，僅重申當局採取的行動是為了「打擊恐怖分子」，並主張新疆地區經濟蓬勃發展，十分「和諧穩定」
2022年5月底，米歇尔·巴切莱特到訪中國並且來到了喀什监狱和喀什实验学校以及一個前职业教育和培训中心。她認為中國政府缺乏对职业教育和培训中心运作的独立司法监督，执法官员依赖15项指标来确定暴力极端主义倾向。她表示在她访问期间中國政府向她保证职业教育和培训中心已经拆除。
2022年8月31日，米歇尔·巴切莱特发布了一份关于中国对待新疆维吾尔族穆斯林和其他穆斯林少数民族的报告。中国方面曾企图向联合国施压，但仍无法阻止报告发出。报告发现，中国对这些群体的待遇可能构成危害人类罪。报告的结论是，该省“发生了严重的侵犯人权行为”，报告将其归因于中国针对维吾尔穆斯林和其他穆斯林少数群体的「反恐和反‘极端主义’战略的应用」。报告也显示，「关于酷刑或虐待模式的指控，包括强迫医疗和恶劣的拘留条件，是可信的，对个别性暴力和基于性别的暴力事件的指控也是可信的」。联合国人权办公室也在报告中提出的建议，中国政府应迅速采取「释放所有被任意监禁在新疆维吾尔自治区或任何其它拘留中心的个人」，以及提供确切的位置和下落给拘留者的家属知道，并帮助建立「安全的沟通渠道」，让其家人团聚。报告也建议，中国政府应废除任何不符合国际标准的法律，迅速调查关于在拘留营地和其他拘留设施中侵犯人权的指控，包括关于酷刑、性暴力、虐待、强迫医疗以及强迫劳动和死亡报告的指控。9月1日，中國外交部發言人汪文斌在例行記者會表示，報告是虛假訊息的大雜燴，又指聯合國人權事務高級專員辦公室基於境外一些反華勢力的政治圖謀杜撰報告，嚴重違反高專辦職責，嚴重違背普遍、客觀、非選擇性、非政治化原則，再次證明人權高專辦已經淪為美西方整治廣大發展中國家的打手和幫兇。

## 再教育营内部情况

### 地点与设施
再教育基地的地点及数量没有官方准确数据，大部分城市里的“再教育营”为职业学校、党校、普通学校或其他官方场所改建而成，而城乡教育营则大多为新建。 在受訓期間，學習营地不能自由出入，大門有武装看守，部分并配有疑似高墙、铁网和瞭望塔等設施在其周圍。
2018年4月，自由亚洲电台采访报道称仅在喀什地区叶城县就至少有8个“再教育营”。2018年5月，美国詹姆斯敦基金会曾发布73个不同“再教育营”的招标统计资料。
此外，加拿大不列顛哥倫比亞大學的学者章闻韶使用政府招标信息和配合谷歌地球影像记录“再教育营”的地点。 截至2019年5月，章闻韶已在其博客上纪录了66个地点。 
澳大利亚战略政策研究所（ASPI）的国际网络政策中心（ICPC）也有一个集中营的数据库，存有人数、地点、照片、数量等信息。ICPC曾和路透社合作推出过专题报道。2020年9月，该研究所的研究人员利用卫星成像技术发现，中国新疆地区存在约380余个可疑营地，至少61个从2019年7月起已扩建、其中14个还在扩建。

### 培训內容
2019年8月16日，中国国务院新闻办公室发表《新疆的职业技能教育培训工作》白皮书，披露“再教育營”教育培訓內容如下：
- 开展国家通用语言文字普通話和規範漢字培训
- 开设法律知识课程
- 开展职业技能培训
- 去极端化教育

2021年2月10日，在北京召开的第四场涉疆问题新闻发布会上，和田地区墨玉县教培中心结业学员希尔艾力·艾麦尔江称，教培中心开设有畜牧养殖、美容美发、计算机技术、缝纫技术、商业营销、服装设计、食品加工、酒店管理等专业。

### 营中人员
根据联合国消除种族歧视委员会、联合国人权事务高级专员办事处部分专员，多家媒体和相关机构估计，因中國伊斯蘭教信仰、民族身份或其它非违法原因而进入新疆再教育营的人数可能达100万甚至更高。其他目關估算如下： 
- 2018年5月4日，美国新奥尔良洛约拉大学历史系助理教授莱恩·图姆（Rian Thum）在美国华盛顿的一场讨论会上说：“以我们能获得的最好的数据来看，维吾尔群体中的5%到10%因为他们的民族身份而成为了这些再教育营的目标，这意味着人数在50万到100万之间 ”[196]，图姆并未指明数据来源。
- 2018年8月13日，美国籍联合国消除种族歧视委员会委员盖伊‧麦克杜格尔（Gay McDougall），在联合国对中国就新疆问题进行质讯时，宣称有“许多可信的报告或报导（the numerous and credible reports）”指出，中国在新疆的“反极端主义中心（counter-extremism centres）”秘密囚禁100万维吾尔族人，另有200万人被强迫进入“再教育营（re-education camps）”接受政治及文化的教化，并对此表示关切[202][203]。
- 2019年，美国国务院发表的《2019国际宗教自由报告》中提道，美国政府估计新疆再教育营中关押了超过100万的维吾尔族、哈萨克族、回族和其他穆斯林族群的成员，以及一些维吾尔族的基督徒，文中未给出估算方法[204]。
- 2019年，德国人類学学者阿德里安·曾兹，依据2018年自治区政府给于“职业教育培训中心学员”的食品補贴数据，以及“匿名人士”所透露的营中待遇来进行估计，在每人每天的伙食开销仅4.5元人民币（每餐1.5元人民币，每天三餐）的假定下，得出再教育营中的人数可能大於150万，并称“实际数字可能远高於这个相当保守的估计”[205][206]。
- 2020年9月，国务院新闻办发布《新疆的劳动就业保障》白皮书，其中提及“就业技能培训”的相关内容。根据所发表的统计，由2014年至2019年，全疆年均128.8万人次的城乡劳动者参与了该项计划，其中来自南疆地区的参与数字为年均45.14万人次，南疆被称为受“极端思想”影响导致贫困比较严重的地区。[207][208]。

2019年3月18日，中华人民共和国国务院新闻办公室发表的《新疆的反恐、去极端化斗争与人权保障》白皮书介绍进入再教育营的学员有三方面人员：一是参与恐怖活动、极端主义活动情节轻微，尚不构成犯罪的人员。二是参与恐怖活动、极端主义活动，尚未造成实际危害后果，依法可以免除刑罚的人员。三是因暴力恐怖、极端主义犯罪被定罪处刑，刑满释放前经评估仍有社会危险性，法院依法决定在刑满释放后进行安置教育的人员。
但有学者和媒体指出，多数人员被关押入再教育营的原因是宗教信仰、身份认同，此外还包括与海外亲戚电话联系或有海外关系、赞赏他国政治、妇女超生、给汽车加过多的汽油、拒绝在公共场合吸烟（不吸烟被认为是宗教虔诚的表现）等等。部分人员甚至不知道自己被关押的原因。许多维吾尔族知识分子、哈萨克族人士和其他一些知名人士等亦遭到关押：
- 2018年4月，据报道，維吾爾族足球运动员葉爾凡·葉孜木江返新疆塔城探望父母期间被中国政府逮捕送入再教育营[212]。2019年2月，失踪将近1年的叶尔凡回归球场[213]。
- 2018年5月21日，哈萨克斯坦警方逮捕一位2018年4月非法越境的伊犁哈萨克自治州昭苏县哈萨克女子萨热古丽·萨吾提巴依。2018年7月，她在哈萨克斯坦的法庭上称自己原本是一名幼儿园教师，后来被转到在山区的一个政治营中当过管教员，还称自己工作的营里关押着2,500名左右的哈萨克人，她还称自己还知道另外两处的“再教育营”[214][215][216]。2018年8月1日，阿拉木图州扎尔肯特市法院以非法越境罪判她六个月监禁，缓期半年执行，并决定不遣返她回中国[217][218]。
- 2018年9月13日，据自由亚洲电台报道，中国作家协会第九届全国委员会委员、原新疆师范大学校长阿扎提·苏里坦，新疆大学教授、全国青联第十届委员会委员热依拉·达吾提，还有该学校的阿卜杜克里木·热合曼、阿尔斯兰·阿卜杜拉、盖热提·奥斯曼等共计5名大学教授被送“再教育营”[219][220]。
- 2019年1月，《紐約時報》報導，根據新疆流亡者彙集的一份名單，100多名遭中國官方拘留的維族學者，包括詩人和作家、大學校長，以及人類學和維吾爾歷史在內的各學科教授，這些失蹤學者中最知名的是研究伊斯蘭聖地、民歌和民間傳說的新疆大学人類學家热依拉·达吾提，2017年底被拘留後，一直杳無音信[221] 。
- 2019年6月，《维吾尔人权项目》统计显示，至少有386位维吾尔知识分子被拘押、失踪[222][223]；其中，譬如作家努尔穆罕默德·土赫提被报道已经死亡，家屬指控父親年紀大卻無法親自照顧他，並患有糖尿病和心臟病等慢性史，質疑中心環境不佳[224]。

### 营中待遇
2019年初，新華社曾實地拍攝，公佈了新疆教育中心前後過程的紀錄片，并邀請諸多伊斯蘭國家大使參訪的過程記錄影音。2019年3月19日，中华人民共和国国务院新闻办公室发表的《新疆的反恐、去极端化斗争与人权保障》白皮书，介绍职业技能培训中心是依法设立的教育培训机构。培训中心通过与学员签订培养协议，配备了教师、技师、辅导员、医生和后勤服务管理人员，设置了以学习中华人民共和国国家通用语言文字、法律知识、职业技能和去极端化为主要内容的教学课程，在学员考核达标后颁發结业证书。对此有媒体指出，北京方面邀请外界的参访，是经过预先彩排的，只参观指定的营地，并采用了精心挑选的场景和“读稿式”的采访。
此外，有媒体指出再教育營中存在語言及文化清洗，报道称“再教育营”破坏了维吾尔族等民族的伊斯兰信仰，强迫他们唱红歌、吃猪肉、喝酒，拒绝照做的人会被罚禁食、坐老虎凳以及不让睡觉等。据报道，再教育营内还发生了強制分離孩童父母等行爲，一些妇女表示曾被迫接受绝育手术、否则就会被送到集中营，有学者形容其为“人口灭绝”或“维吾尔族种族灭绝”。也有媒体报道称再教育营内有人死亡，譬如一个位于阿克苏地区的营区里有上百人在半年内死亡，还传出了维吾尔著名宗教人士穆罕默德·萨利赫·哈吉、世界维吾尔代表大会主席多里坤·艾沙的母亲阿依罕·买买提的死讯。相關案例尚有：
- 阿卜杜热合曼·艾山原本是一名喀什市的商人，其母亲阿米娜·买买提是一位68岁的退休老师，其妻子图妮萨古丽是两个孩子的母亲，2017年7月底他的母亲和妻子均被投入喀什地区疏附县的“再教育营”。2018年2月，他得知自己的母亲在教育營裡以不听话为由从早到晚被迫坐木板凳并被罚禁食等后，接受英国广播公司采访称：“我宁愿妻子与母亲被枪毙，也不想她们被中国政府虐待致死。”[250][251]
- 2018年5月15日，自由亚洲电台电话采访和田地区墨玉县喀拉喀什镇其乃巴格路派出所民警，民警回答相关问题时称在教育营裡50-70平方米的房间裡住70人左右，还称房间裡设有两层板床[252]。
- 2019年5月，据三立新聞網报道，一名哈薩克公民記者Erkin Azat潛入新疆進行秘密采访，他称，“在集中營裡，伴侶好幾個月才能見上彼此一面，且見面之前還要先吃避孕藥，並在集中營食物裡加入特殊藥物，迫使男人們生殖器無法勃起、女人們停經，進集中營時有身孕的婦女會被強制引產。當地維吾爾、哈薩克等民族女孩被迫跟漢人結婚。”[253]
- 2019年8月，据报导者采访调查，一位正在逃亡的新疆汉族居民李欣（化名）提道，营地内维族和汉族被关人员受到的待遇相似，而她的家人被关在不到10平方的囚室，还有其他少數民族。囚室里沒窗，有3個攝像頭24小時全程監控，不允許講話，每天要接受共產黨思想教育，如果講話或者有人舉報，就會被送到體罰室。李欣稱「我家人知道有些人被吊起來，把手銬銬起來之後吊在高處，拿鞭子打他，還有些人就是被電擊，」而她家人在剛被關進去時受到老虎凳酷刑，被逼供畫押[210]。
- 2019年12月，新疆伊斯兰教协会会长、新疆伊斯兰教经学院院长阿不都热克甫·吐木尼牙孜多次实地参观喀什、和田、吐鲁番等地的教培中心并称其亲眼看到学员在教室里学习国家通用语言文字、学习法律、学习技能；亲眼看到教培中心免费提供的清真饮食，学员参加丰富多彩的文体活动，自由愉快地学习、生活、娱乐；亲眼看到学员有事可以请假外出，可以回家与家人团聚，可以随时通电话；亲眼看到学员主动揭批宗教极端思想的谬论和“三股势力”的残暴行径，发自内心地感恩政府的教育挽救，庆幸没有成为“三股势力”的炮灰。认识的一些学员在结业后，大多凭借在教培中心学到的本领找到了合适的工作，过上了好日子[254]。
- 2020年8月5日，英国广播公司報道稱，新疆一名男模麥爾丹·阿巴被囚禁，通过微信他描述了自己在派出所与50多人一起被铐住和戴上头套度过18天的经历，同时从新疆傳出的文件显示再教育营要求兒童“悔改投降”[255][256][257]。
- 2020年8月13日，據自由亞洲電台報道，中共將被指控犯有较轻“罪行”的再教育营被拘留者安置在新疆维吾尔自治区的一个特殊的限制进入的“居民区”，同時還讓這些被拘留者前往几家当地工厂上班，并要求他们学习普通话[258]。
- 2021年2月3日，英国广播公司報道，新疆再教育营中的妇女遭到大规模强暴、性虐待和酷刑，不過中共當局堅稱報道是在抹黑诋毁中国[259][260]。
- 2021年2月10日，在北京召开的第四场涉疆问题发布会上，多名结业学员回应称在教培中心待遇极好，并否认西方媒体所称的“酷刑、洗脑、强奸、性虐待、绝育”等情况[註 2][261]。

### 转移事件
- 2018年9月28日，自由亚洲电台电话采访喀什地区疏附县布拉克苏乡派出所民警吴东珉，民警回答相关问题时透露称近期公安局和国保大队联合对“再教育营”内的人员进行审判工作，每批审判50人左右，被判人员分流至其它地区，如果情况严重会分流至内地。该民警还透露称转移内地工作由县公安局副局长亚森·阿卜拉带队，民警称该派出所指导员乃吉木丁·拜达力阿吉2018年8月曾参与一批在押人员送内地的工作。当被问到如何给转移人员的家属解释转移事件时，民警称这里人已经很多、内地条件好并能接受更好的教育[262][263]。

- 2018年9月29日，有一位黑龙江省泰来县的居民称政府已开始转移部分维吾尔人至本县监狱。根据这则消息，自由亚洲电台电话采访黑龙江省司法厅、哈尔滨监狱管理局、泰来县公安局及泰来县武装部等部门，均拒绝就采访回答相关问题。其中泰来县政协工作人员回答相关问题时称20多天前从新疆转移部分人到泰来监狱，人民政府办公室秘书也确认转移事件并称转过来的人送到了泰来监狱[264]。

- 2018年9月26日，据《乌鲁木齐晚报》报道，因旅客列车运行图调整需要，新疆铁路暂停发售10月22日及以后铁路始发站直通、管内各次旅客列车车票，恢复日期另行通知[265]，但在中国铁路“12306”客户端上仍可购买由新疆始发、终到新疆的旅客列车车票。另外，阿克苏地区公路管理局沙雅分局9月30日发出通告称，受天气影响，铁力买提隧道附近路段大面积降雪，国道G217线封闭，恢复通车日期是2019年4月30日。新疆当局的暂停发售火车票及封闭国道G217等做法引发舆论大规模转移在教育营在押人员的猜测[266]。
- 2018年10月1日，自由亚洲电台报道称，新疆南部的维吾尔族在押人员转至北疆，北疆哈萨克等在押人员转移至甘肃等地，转移人员已高达20多万[266]。

## 國際反應
- 2019年7月，英国、法国、德国、日本等22个国家在联合国发表联合声明，谴责中国政府在新疆的行为[64][267]
- 2019年7月，俄罗斯、沙特阿拉伯、巴基斯坦、朝鲜、古巴等37国发表联合声明支持中国政府，但随后卡塔尔宣布退出该声明，此后又有13国以及巴勒斯坦民族权力机构加入该声明[65][268][269]
- 2019年10月，专责社会、人道和文化问题的联合国大会第三委员会在审议人权问题时，涉及中国新疆，英国代表23个国家发言宣读了一份声明，指责中国政府“践踏人权”。白俄罗斯代表54个国家也发表了另一份声明，赞颂中国政府在人权方面“取得巨大成就”[66]
- 2020年10月，美国、英国、法国、德国、日本等39国在联合国发表联合声明，谴责中国政府在新疆和香港的行为，而支持中国的国家减至45个[67][270][271]
- 2022年8月31日，联合国发布了一份关于中国对待新疆维吾尔族穆斯林和其他穆斯林少数民族的报告。报告发现，中国对这些群体的待遇可能构成危害人类罪。报告的结论是，该省“发生了严重的侵犯人权行为”，报告将其归因于中国针对维吾尔穆斯林和其他穆斯林少数群体的「反恐和反‘极端主义’战略的应用」。报告也显示，「关于酷刑或虐待模式的指控，包括强迫医疗和恶劣的拘留条件，是可信的，对个别性暴力和基于性别的暴力事件的指控也是可信的」[170][171]。联合国人权办公室也在报告中提出的建议，中国政府应迅速采取「释放所有被任意监禁在新疆维吾尔自治区或任何其它拘留中心的个人」，以及提供确切的位置和下落给拘留者的家属知道，并帮助建立「安全的沟通渠道」，让其家人团聚。报告也建议，中国政府应废除任何不符合国际标准的法律，迅速调查关于在拘留营地和其他拘留设施中侵犯人权的指控，包括关于酷刑、性暴力、虐待、强迫医疗以及强迫劳动和死亡报告的指控[172][272][273]

## 外部連結
- 新疆公安文件（网站） （页面存档备份，存于）
- 新華社-新疆教育中心紀錄片 （页面存档备份，存于）
- 國務院新聞辦 - 《新疆的反恐、去極端化鬥爭與人權保障》白皮書 （页面存档备份，存于）
- 紐約時報-‘Absolutely No Mercy’: Leaked Files Expose How China Organized Mass Detentions of Muslims （页面存档备份，存于）